# Aiseau-Presles
Aiseau-Presles (en valón Åjhô-Préle) es un municipio francófono de Bélgica situado en la Región Valona, en la provincia de Henao. Cuenta con más de 10.500 habitantes.

## Historia
El lugar de Aiseau se mencionó por primera vez en el año 952. En 1192 se fundó aquí un convento de agustinos (Abbaye d'Oignies). Hacia 1250, Jacobo de Vitry redactó aquí su obra De Vita beatae Mariae Oigniacensis sobre la beguina María de Oignies, que había fundado una comunidad de beguinas en el mismo lugar. Después de su muerte, su tumba en el convento se convirtió en un lugar de peregrinaje. El convento se disolvió y se vendió durante la Revolución francesa, en 1796. En 1837 se encontraba en los edificios del convento una fábrica de vidrio. En 1973 se destruyó por completo el ala este del convento debido a un incendio.

## Geografía

### Secciones del municipio
El municipio comprende los antiguos municipios, que se fusionaron en 1977:
| - Aiseau - Pont-de-Loup - Roselies - Presles |

Limita con Châtelet, Farciennes, Fosses-la-Ville, Gerpinnes y Sambreville.

## Demografía

### Evolución
Todos los datos históricos relativos al actual municipio, el siguiente gráfico refleja su evolución demográfica, incluyendo municipios después de efectuada la fusión el 1 de enero de 1977.
| Gráfica de evolución demográfica de Aiseau-Presles entre 1846 y 2019 |
|                                                                      |

## Política

### Administración 2007-2012
La junta administrativa de Aiseau-Presles se compone de miembros del PS, que tiene la mayoría de los escaños.
Forman parte de la administración las siguientes personas: 
| Ayuntamiento | Ayuntamiento                                                                               |
| ------------ | ------------------------------------------------------------------------------------------ |
| Alcalde      | Marcel Dargent (PS)                                                                        |
| Concejales   | Jean Fersini (PS) Guy Dauvin (PS) Ozlem Ozen (PS) Daniel Bancu (PS) Dominique Grenier (PS) |

## Lugares de interés
En la sección de Pont-de-Loup se conserva la torre de una iglesia románica de finales del siglo XI. En Presles se alza el castillo de la familia d'Oultremont, erigido en el siglo XIX.

## Hermanamientos
Aiseau-Presles está hermanada con
- Pomérols (Francia)